# Дивизия «Герман Геринг»
«Герман Геринг» (нем. 1 Hermann Göring) — элитное тактическое соединение военно-воздушных сил нацистской Германии, лично подчинялось рейхсмаршалу Герману Герингу. Созданное на базе полицейского батальона, за период своего существования было развёрнуто в танковый корпус (точнее — в парашютно-танковый корпус, номинально относившийся к парашютным войскам ВВС, но фактически бывший танковым соединением сухопутных войск нацистской Германии). Наряду с рядом отборных формирований войск СС и вермахта, дивизия (впоследствии — корпус) «Герман Геринг» была одним из наиболее боеспособных соединений в вооружённых силах нацистской Германии. По количеству кавалеров Рыцарского Креста Железного Креста «Герман Геринг» входит в пятёрку лидеров среди наземных боевых соединений вооружённых сил нацистской Германии.

## Формирование в довоенные годы

### В составе прусской государственной полиции

Штандарт группы земельной полиции «Генерал Геринг»

30 января 1933 года лидер НСДАП Адольф Гитлер был назначен рейхсканцлером Веймарской республики. Герман Геринг вошёл в состав его правительства как имперский министр без портфеля. Одновременно с этим он получил пост министра внутренних дел Пруссии и лично возглавил полицию. Сразу же в составе прусской государственной полиции было создано особое подразделение — полицейский батальон особого назначения «Векке» (нем. Polizei-Abteilung zbV Wecke). Часть получила наименование по фамилии своего командира — майора полиции Векке. Батальон, в состав которого входило 414 человек, комплектовался полицейскими из числа сочувствующих НСДАП. С первых дней батальон принимал участие в репрессиях против коммунистов, в частности, в феврале 1933 года совершил налёт на штаб-квартиру КПГ в Берлине — «Дом Карла Либкнехта». В декабре 1933 года, после присвоения Герингу звания генерала, батальон был переименован в группу земельной полиции «Генерал Геринг» (нем. Landespolizeigruppe General Göring). К апрелю 1935 года часть реорганизована в полк «Генерал Геринг» (нем. Regiment «General Göring»). Со времени своего создания подразделение выполняло также функции личной охраны Германа Геринга, в частности, несло охрану его личной резиденции.
Полк «Генерал Геринг» комплектовался уроженцами всех германских земель по добровольческому принципу. Кандидаты проходили суровый отбор, в часть зачислялись лишь военнослужащие, соответствующие следующим требованиям: возраст 18-25 лет, рост не менее 168 см, германское подданство, желание служить в армии и пригодность к несению воинской службы, арийское происхождение, отсутствие приводов в полицию; претендент не должен был состоять в браке и находиться под следствием; кроме того, требовалось подтвердить верность национал-социалистическому государству. В годы войны к этому добавилось ещё одно условие — вступавший в часть должен был дать подписку о службе как минимум в течение 12 лет. Эти требования оставались в силе до 1942 года: позднее, по мере роста потерь в ходе войны, служащие ВВС и прочих видов сил вермахта просто переводились из других частей в дивизию «Герман Геринг». Формирование, наряду с частями войск СС, имело приоритет в получении новых видов вооружения, военной и специальной техники.

### В составе люфтваффе

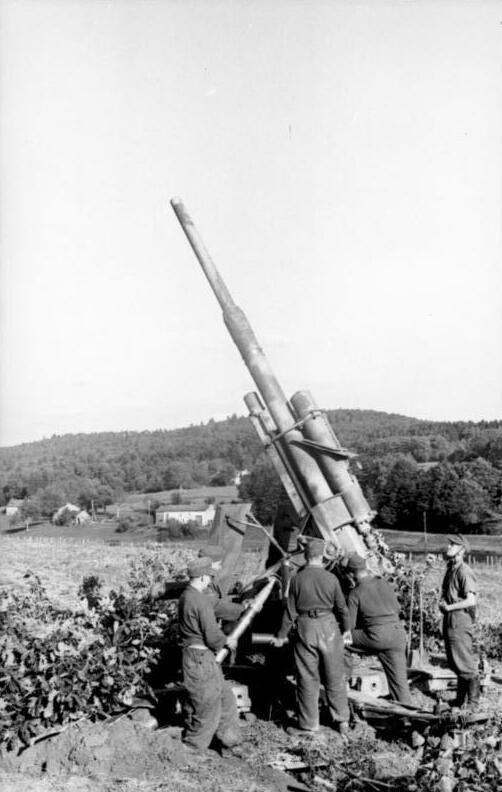
88 мм FlaK 36/37

16 марта 1935 года Германия в нарушение условий Версальского договора объявила о создании полноценных вооружённых сил. Главнокомандующим созданными военно-воздушными силами (люфтваффе) стал генерал авиации Герман Геринг. На протяжении 1933—1935 годов Геринг вёл борьбу с рейхсфюрером СС Гиммлером за контроль над полицией рейха. В результате, после «ночи длинных ножей», Геринг влияние на полицию утратил. 24 сентября 1935 года полк «Генерал Геринг» был выведен из состава прусской полиции и передан в состав ВВС. Полк поначалу выполнял церемониально-караульные функции: участвовал в парадах и военных шествиях, нёс охрану важнейших объектов ВВС и сопровождал Геринга. В октябре 1935 года в составе полка был сформирован парашютный батальон − первое парашютно-десантное подразделение Германии. В марте 1936 года отдельные подразделения полка участвовали в занятии Рейнской демилитаризованной зоны.
На протяжении 1936—1937 годов происходит реорганизация полка в мощное зенитное подразделение. «Генерал Геринг» получает на вооружение новейшие зенитные орудия − тяжёлые 10.5 cm FlaK 38/39, средние 8,8 cm FlaK 36/37 и лёгкие 3.7 cm FlaK 36/37 и 2 cm FlaK 30/38/Flakvierling. Из состава полка был выделен зенитный дивизион ставки фюрера (нем. Führer-Flak-Abteilung). В его задачи входило противовоздушная оборона имперской канцелярии, многочисленных главных ставок Гитлера, а также его личной резиденции и штабного поезда. В марте 1938 года полк принимает участие в аншлюсе Австрии, затем в октябре того же года — в аннексии Судетской области Чехословакии. В июле 1938 года парашютный батальон был выведен из состава полка − на его базе было начато формирование 7-й авиационной дивизии Люфтваффе. Последней операцией полка, проведённой до начала Второй Мировой войны, стала окончательная оккупация Чехословакии в марте 1939 года. «Генерал Геринг» осуществил захват и последующую охрану стратегически важных заводов концерна «Шкода».

## Вторая Мировая война

### Блицкриги1939—1941

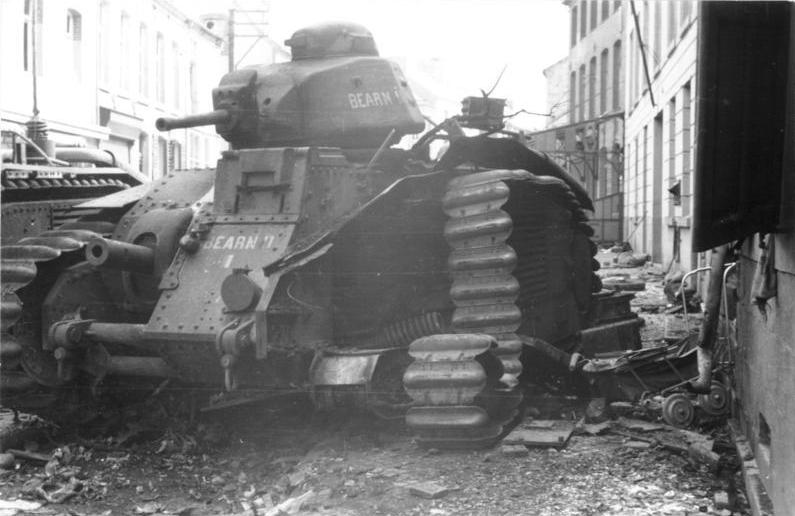
Подбитый танк B-1bis, Франция, май 1940

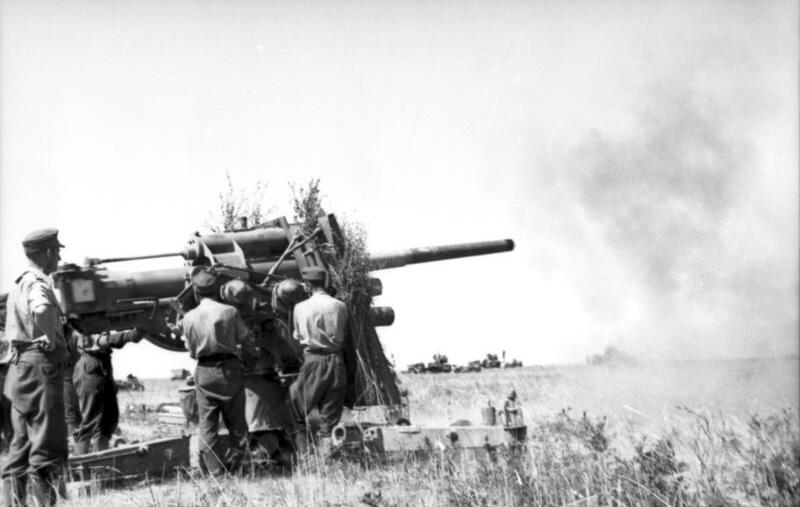
Расчёт 88 мм FlaK 36/37 отражает танковую атаку, Украина, лето 1941

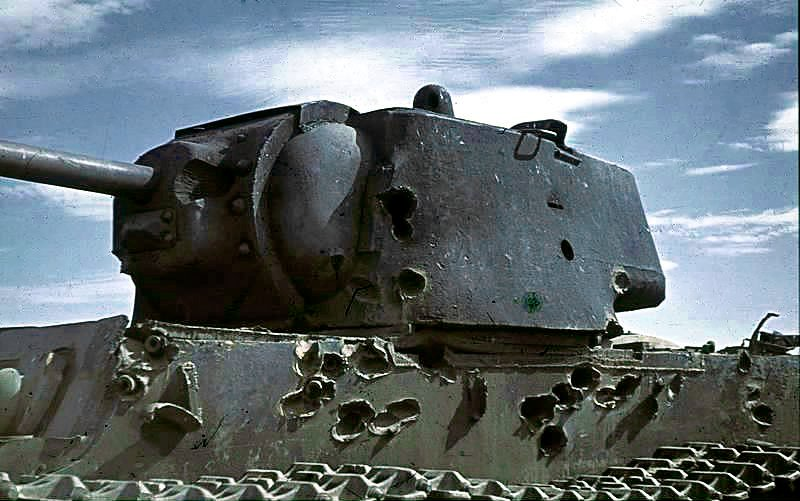
Подбитый танк КВ-1 со следами на броне от противотанковых снарядов. Уничтожить КВ-1 могли только 88 мм зенитные пушки.

1 сентября 1939 года вторжением Германии в Польшу началась Вторая Мировая война. На протяжении сентября 1939 года — марта 1940 года полк дислоцируется в Берлине и осуществляет противовоздушную оборону столицы рейха. Весной 1940 года «Генерал Геринг» перебрасывается к германо-нидерландской границе. Отдельные части полка (до трёх рот), сведённые в «боевую группу Клюге» (нем. Kampfgruppe Kluge) под командованием капитана Клюге, приняли участие в Датско-Норвежской операции вермахта. В период кампании во Франции полк был разделён на небольшие автономные «боевые группы» (нем. Kampfgruppen), приданные танковым дивизиям Вермахта в качестве усиления. Как правило, в состав такой группы входили: моторизованные средние и лёгкие зенитные батареи, рота мотопехоты и мотоциклисты. Именно в этой кампании получило широкое применение использование средних 88-мм зенитных орудий FlaK 36/37 в качестве противотанковых средств, так как только они могли эффективно поражать французские и британские танки с противоснарядной бронёй (S.35/S.40, B-1/B-1bis/B-1ter, Mk II. Matilda II), неуязвимые для орудий германских танков и противотанковых пушек.
Зенитчики «Генерал Геринг» в такого рода боях отличились особенной доблестью, поэтому по завершении кампании полк участвовал в параде в Париже и сопровождал Гитлера при подписании перемирия в Компьенском лесу. До конца 1940 года, в период Битвы за Британию, полк отвечал за противовоздушную оборону Парижа и побережья Ла-Манша. В декабре 1940 года полк вернулся в Берлин. В апреле 1941 года полк был переброшен в Румынию для обороны нефтяных месторождений Плоешти.
В рамках подготовки к операции «Барбаросса» «Генерал Геринг» входит в состав 2-го зенитного корпуса (нем. II Flak Korps), приданного 1-й танковой группе генерала-полковника Клейста группы армий «Юг». Приданный 11-й танковой дивизии Вермахта, полк участвовал в крупном танковом сражении под Бродами, где успешно противостоял новейшим советским танкам КВ и Т-34, броню которых не пробивали немецкие противотанковые пушки.
Затем в ходе наступления Вермахта на Правобережной Украине, 11-я танковая дивизия совместно с полком была передана 6-й армии для участия в операции по окружению Юго-Западного фронта. 25 августа 1941 года дивизия форсировала Днепр северней Киева и создала плацдарм на левом берегу реки. Полк отвечал за противовоздушную и противотанковую оборону переправы. В сентябре 1941 года, после завершения окружения, участвовал в зачистке «киевского котла». В ходе летне-осенних боев 1941 года полк понёс большие потери в живой силе и технике. Поэтому «Генерал Геринг» был выведен из зоны боевых действий и отправлен в Германию для пополнения.

### Франция, Тунис и Сицилия 1942—1943

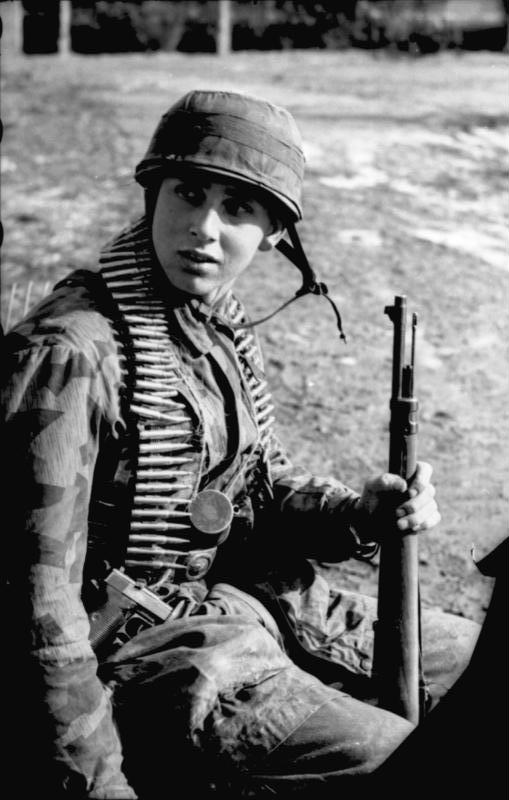
Парашютист штурмового полка «Герман Геринг», Тунис, 1943

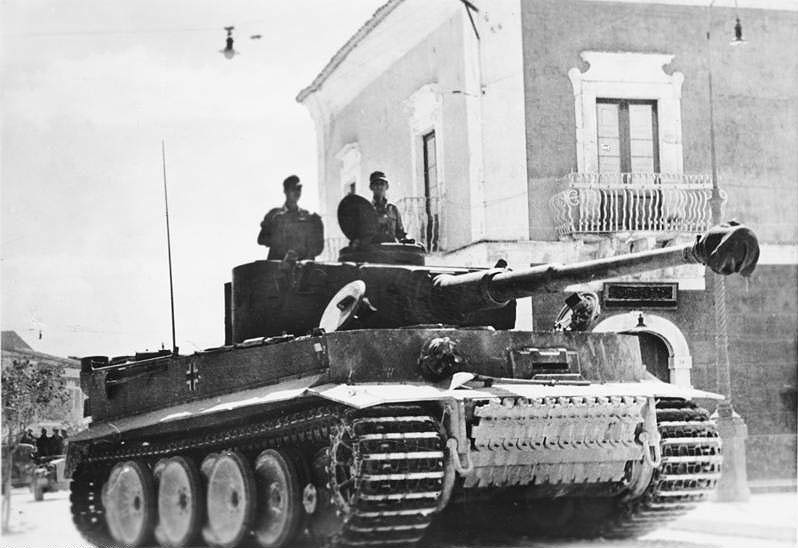
Тяжёлый немецкий танк «Тигр», Сицилия, 1943

В Германии «Генерал Геринг» осуществлял ПВО Мюнхена, а затем был переброшен во Францию. В мае 1942 года по указанию рейхсмаршала Геринга началось развёртывание полка в бригаду «Герман Геринг» (нем. Brigade Hermann Göring). Зенитный полк был реорганизован и получил в качестве усиления дивизион полевой артиллерии. Кроме этого, было начато формирование пехотного полка, куда направлялись кадры из обслуживающего персонала люфтваффе. В октябре 1942 года было принято решение о переводе бригады на штат танковой дивизии. Новое соединение получило наименование дивизии «Герман Геринг» (нем. Division Hermann Göring). В состав дивизии был включён штурмовой парашютный полк. Дивизия комплектовалась добровольцами из люфтваффе и вермахта. Были направлены опытные танковые экипажи, которые помогали новобранцам освоить поступавшую на вооружение технику.
8 ноября 1942 года англо-американские войска осуществили операцию «Торч» («Факел»), в результате которой североафриканские колонии вишистской Франции были захвачены союзниками. В ответ немецкие войска провели оккупацию подконтрольных Виши «свободных зон» во Франции. Части «Герман Геринг» осуществили захват департамента Ланды в Аквитании. В это же время наиболее боеспособное подразделение дивизии − штурмовой полк «Герман Геринг»
(иногда в литературе упоминаемый как 5-й парашютный полк, на базе которого был создан) был включён в состав 10-й танковой дивизии и срочно переброшен в Тунис с целью не допустить туда войска союзников. В результате ожесточённых боёв в ноябре-декабре 1942 года германские войска закрепились в Тунисе. Позже там была организована группа армий «Африка». В течение февраля 1943 года некоторые наиболее подготовленные части дивизии «Герман Геринг» были также отправлены в Тунис. Там они были объединены в «боевую группу Шмид» (нем. Kampfgruppe Schmid) под командованием генерал-майора Шмида. На протяжении нескольких месяцев, до капитуляции в мае 1943 года, солдаты группы вели тяжёлые бои с численно превосходящим и более оснащённым противником. К маю 1943 года, в результате действий авиации и ВМС союзников, германская группировка в Тунисе была окончательна отрезана от снабжения материальными ресурсами, эвакуация раненых в Европу стала невозможной. Несмотря на это, немецкие солдаты отчаянно сражались:
Наши танки и артиллерия уничтожены. Нет топлива и боеприпасов. Мы будем сражаться до последнего. (Генерал танковых войск Густав фон Верст, командующий 5-й танковой армией).
Когда у них заканчивались боеприпасы, солдаты уничтожали тяжёлое вооружение и личное оружие и сдавались в плен. Самыми последними в Тунисе капитулировали подразделения дивизии «Герман Геринг».
Тем временем продолжалось ускоренное формирование новой танковой дивизии «Герман Геринг» (Panzer-Division «Hermann Göring»). Дивизия комплектовалась на основе тыловых и запасных частей старого соединения, базировавшихся на территории Франции, Голландии и Германии. К июню 1943 года дивизия была переброшена в Сицилию и наряду с 15-й моторизованной дивизией вермахта являлась основной ударной силой итало-немецкой группировки на острове.
Дивизия была хорошо укомплектована тяжёлым вооружением, однако в моторизованных полках не хватало автотранспорта, численность полков соответствовала штату батальонов. Также сказался недостаточный уровень подготовки командного состава дивизии среднего звена. Так, в ходе боев были заменены два из пяти командиров полка.
В ночь на 10 июля 1943 года войска союзников начали осуществлять десантную операцию в Сицилии (операция «Хаски»). Однако утром, в результате массированной танковой контратаки дивизии «Герман Геринг» при поддержке роты «тигров», американские части были прижаты к морю близ города Джела и лишь благодаря поддержке крупнокалиберной корабельной артиллерии высадка не закончилась катастрофой для 7-й армии США.
Однако, ввиду удачной высадки 8-й британской армии генерала Монтгомери и захвата Сиракуз и Аугусты возникла угроза окружения немецких войск. Ситуация усугублялась тем, что несмотря на доблесть отдельных частей, итальянские подразделения массово покидали боевые позиции. К 15 июля 1943 года немецкие дивизии и остатки 6-й итальянской армии, объединённые в 14-й танковый корпус вермахта, отошли на северо-восточную часть острова и заняли оборону в гористой местности близ Этны. Одновременно началась подготовка к эвакуации войск Оси на материк. В течение месяца продолжалась оборона «линии Этна», в это время через Мессинский пролив осуществлялась планомерная эвакуация личного состава, техники, боеприпасов и предметов снабжения. Отвод войск был осуществлён за шесть суток, и 17 августа 1943 года части дивизии «Герман Геринг», последними из итало-немецкой группировки, покинули Сицилию.

### Италия 1943—1944

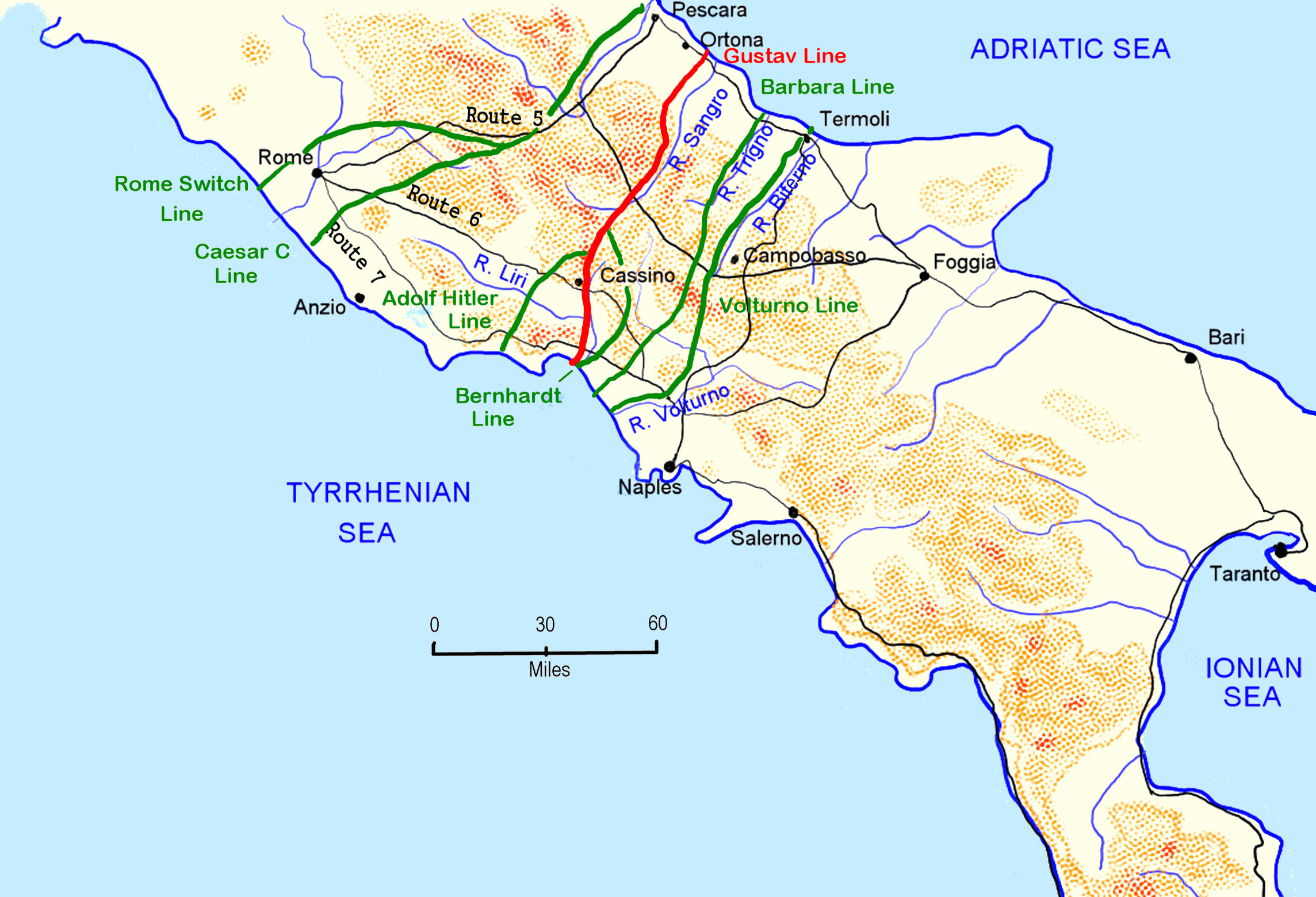
Карта немецких оборонительных позиций к югу от Рима

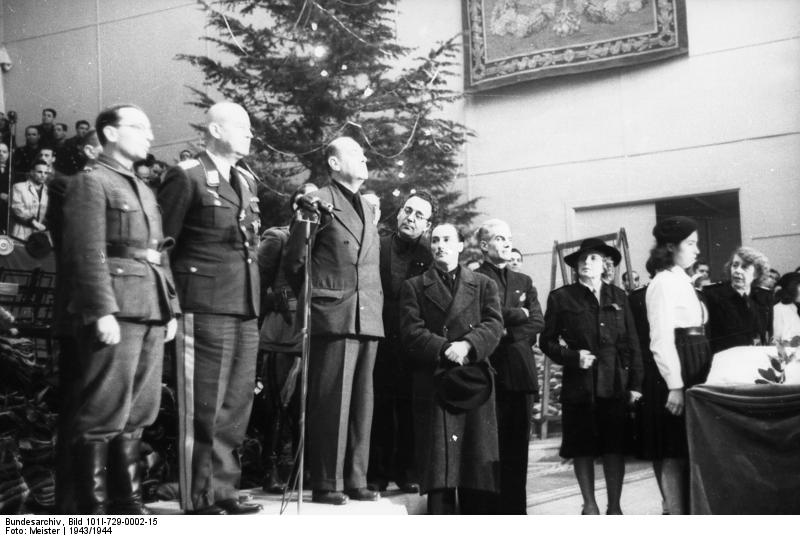
Офицеры дивизии «Герман Геринг» встречают Рождество, декабрь 1943 года, Италия

После ухода из Сицилии дивизия была переведена в район Неаполя, где продолжалось её доукомплектование личным составом и вооружением. Отдых был недолгим, и 8 сентября 1943 года премьер-министр Италии П. Бадольо, возглавивший правительство после свержения Муссолини, объявил о капитуляции Италии. 9 сентября 1943 года началась высадка союзников в Салерно. Дивизия «Герман Геринг» вошла в состав 10-й армии и участвовала в контратаке плацдарма. Однако, несмотря на первоначальный успех, все немецкие удары были отражены, в том числе благодаря поддержке десанта корабельной артиллерией. Германские войска начали медленный отход, ведя тяжёлые арьергардные бои с превосходящими силами союзников. 1 октября 1943 года английские части заняли Неаполь, а 6 октября 10-я немецкая армия заняла оборону на «линии Вольтурно» вдоль одноимённой реки — первой из нескольких линий немецких оборонительных укреплений, защищающих Рим. Бои приняли позиционный характер, союзники несли большие потери,
выдавливая немецкие войска с одного укреплённого рубежа на другой.
В этих условиях верховное командование англо-американских сил приняло решение о проведении крупномасштабной десантной операции в тылу немецкого укрепрайона. Предвидя подобную высадку, командующий группой армий «C» генерал-фельдмаршал Кессельринг в январе 1944 года распорядился об отводе четырёх моторизованных дивизий с линии фронта и создании мобильного резерва. «Герман Геринг» была включена в этот список, дивизия имела большой боевой опыт и являлась одним из лучших германских соединений в Италии.
В середине января 1944 союзные войска переходят в наступление − начинается битва под Монте-Кассино, 22 января 1944 года 6-й корпус США произвел высадку в Анцио, в тылу «линии Густава». Высадка прошла успешно, американские боевые разведывательные группы уже в этот же день дошли до предместий Рима, однако командование корпуса действовало очень медленно. Германское командование быстро перебросило в район плацдарма часть своих резервов, которая втянулась во встречный бой. Дивизия «Герман Геринг», участвовавшая в этих боях, действовала успешно и была отмечена в официальных коммюнике вермахта. Так, 29 января 1944 года подразделениями дивизии было уничтожено три батальона рейнджеров США. В результате, к середине февраля, два штурма «линии Густава» были отражены, а плацдарм у Анцио был успешно блокирован.
В конце февраля 1944 года дивизия была отведена в Тоскану для переформирования. В марте 1944 года союзники предприняли третью попытку штурма «линии Густава», но вновь потерпели неудачу. В мае, в преддверии высадки в Нормандии, союзное командование начало новое наступление с целью захвата Рима и окончательного разгрома немецкой группировки в Италии. 12 мая 1944 года была прорвана «линия Густава», а 22 мая 1944 года американские войска прорвали оборону 14-й немецкой армии у Анцио и вышли в тыл «линии Гитлера» − последнего оборонительного рубежа, прикрывавшего Рим. Возникла угроза окружения войск группы армий «С». Дивизия «Герман Геринг», чуть ранее переименованная в «парашютно-танковую дивизию „Герман Геринг“» (нем. Fallschirm-Panzer-Division Hermann Göring) и являющаяся на тот момент единственным мобильным резервом, совершив марш-бросок в дневное время, подверглась массированым авиаударам союзной авиации. Однако, благодаря этому усилению войска 14-й армии смогли задержать противника, не допустив прорыва на оперативную глубину.
В этих условиях немецкие войска без боя сдали Рим и начали отступление в Тоскану, где был оборудован новый оборонительный рубеж − «Готическая линия». К середине июля 1944 года дивизия «Герман Геринг» заняла позиции южнее Флоренции, но уже 15 июля получила приказ о срочной передислокации на Восточный фронт.

### Восточный фронт 1944—1945

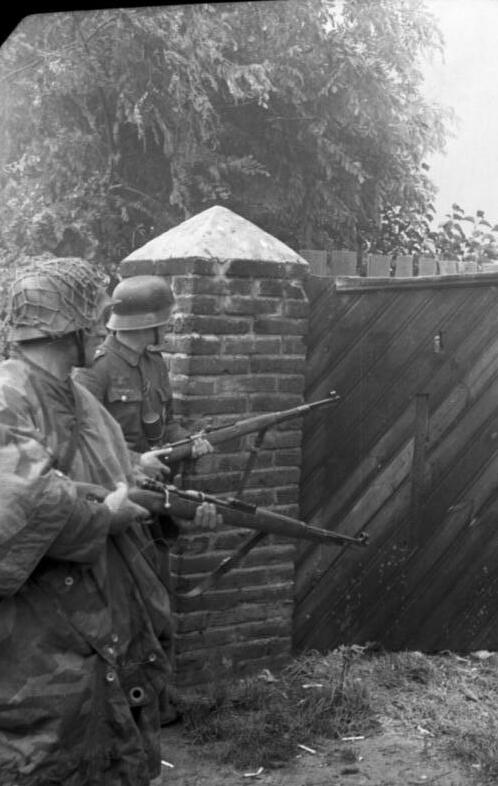
Солдаты дивизии «Герман Геринг» на улицах восставшей Варшавы, 1944 год

Причиной поспешной переброски дивизии на Советско-германский фронт послужил разгром в результате проводимой советскими войсками операции «Багратион» немецкой группы армий «Центр». В ходе её Красная Армия полностью освободила Белоруссию, вышла к границам Восточной Пруссии, вошла в Литву, Латвию и Польшу. Для ликвидации прорыва немецкое командование стягивало на этот участок ударные танковые соединения: дивизии СС «Мёртвая голова» и «Викинг», дивизию люфтваффе «Герман Геринг», объединив их в 3-й танковый корпус. То, какое значение придавали руководители нацистской Германии этим боям, видно из обращения Г. Геринга, сразу после неудавшегося покушения на жизнь А. Гитлера:
Мой фюрер! Теперь мы знаем, почему наши победоносные армии отступают на востоке. Они преданы своими генералами. Но моя непобедимая дивизия «Герман Геринг» исправит положение!
24 июля 1944 года части 2-й танковой армии 1-го Белорусского фронта овладели крупным административным центром Польши — Люблином. Продолжая наступление, 2-я танковая армия 31 июля 1944 года вышла к пригороду Варшавы на правом берегу Вислы — Праге. 1 августа 1944 года в Варшаве началось восстание, поднятое Армией Крайовой по указанию польского правительства в изгнании. Энергичные контрмеры, предпринятые командующим группы армий «Центр», дали результат: для подавления Варшавского восстания была создана оперативная группа «фон дем Бах», объединившая под командованием обергруппенфюрера и генерала войск СС фон дем Бах-Зелевски карательные и полицейские части СС, усиленные тяжёлой артиллерией. Одновременно был нанесен контрудар силами 3-го танкового корпуса по оторвавшейся от основных сил 2-й танковой армии генерал-полковника С. Богданова. В тяжёлых встречных боях был разбит советский 3-й танковый корпус 2-й танковой армии и остановлен прорыв советских войск на рубеже реки Висла. Дивизия вновь отличилась в этих боях и была отмечена командованием: генерал-фельдмаршал Модель сообщал, что Варшаву удалось удержать благодаря действиям дивизии «Герман Геринг». Неудачное наступление советских войск на подступах к Варшаве делало неизбежным поражение польских повстанцев. Лишённые поддержки, отряды Армии крайовой в Варшаве 3 октября 1944 года капитулировали. Существует мнение, впервые выдвинутое У. Черчиллем, о том что наступление 1-го Белорусского фронта было прекращено по указанию И. В. Сталина для того, чтобы устранить противников намечаемого установления советского контроля над Польшей. В этих боях погиб племянник рейхсмаршала, капитан Гейнц Геринг, проходивший службу в рядах дивизии.
До октября 1944 года дивизия дислоцировалась в районе Варшавы. 1 октября 1944 года был получен приказ о развёртывании дивизии в парашютно-танковый корпус «Герман Геринг» (нем. Fallschirm-Panzerkorps Hermann Göring). Для этого в Восточной Пруссии организовывалась запасная учебная бригада «Герман Геринг», куда направлялось пополнение из люфтваффе и вермахта. Одновременно разворачивалась 2-я парашютно-моторизованная дивизия «Герман Геринг». Уже через 20 дней частично сформированному корпусу вновь пришлось отражать советское наступление в Восточной Пруссии, куда он был переброшен. 16 октября 1944 года войска 3-го Белорусского фронта начали проведение Гумбиннен-Гольдапской операции с целью выхода советских войск к Кенигсбергу, а также в качестве вспомогательной операции при осуществлении наступления РККА в Прибалтике. Главный удар наносился силами 11-й гвардейской армии с приданным ей 2-м гвардейским танковым корпусом. Прорвав первую линию германской обороны, советские войска вышли к реке Писса, по которой проходил второй оборонительный рубеж. Основные бои проходили за хорошо укреплённые опорные пункты Эбенроде и Гумбиннен, где держали оборону 1-я и 2-я дивизии корпуса «Герман Геринг». Измотав в течение нескольких дней наступавшие советские войска, 22 октября 1944 года парашютно-танковый корпус при поддержке 5-й танковой дивизии вермахта и моторизованной бригады «Фюрер» нанёс контрудар по прорвавшимся частям 11-й гвардейской армии. Уже на следующий день, по приказу командующего фронтом генерала армии И. Д. Черняховского советские войска перешли к обороне и начали отход на 10-15 километров. Понеся большие потери, корпус сумел остановить первое советское наступление на Восточную Пруссию.
В октябрьских боях корпус «Герман Геринг» понёс большие потери, его дивизии фактически представляли собой боевые группы, которые не пополнялись в срок техникой и личным составом. Пауза в боевых действиях, возникшая в ноябре-декабре 1944 года, позволила слегка поправить положение. В подразделения корпуса поступили танки «Пантера», истребители танков Jagdpanzer IV, различные типы штурмовых орудий и реактивных минометов. К январю 1945 года парашютно-танковый корпус восстановил боеспособность, хотя полностью он так и не был укомплектован. В середине января поступило указание о переброске корпуса из Восточной Пруссии в район польского города Радом. Однако начали передислоцироваться лишь 1-я парашютно-танковая дивизия «Герман Геринг» и некоторые части корпусного подчинения: развернулось наступление советских войск. За десять дней боёв Восточная Пруссия была отрезана от территории остальной Германии и 2-я парашютно-моторизованная дивизия «Герман Геринг» оказалась в «котле». В течение февраля-марта 1945 года эта дивизия вела ожесточённые бои и 25 марта 1945 года была эвакуирована из Пиллау в Штеттин. За 2,5 месяца боёв 2-я парашютно-моторизованная дивизия «Герман Геринг» и части корпусного подчинения потеряли до 75 % личного состава и все тяжёлое вооружение. В апреле 1945 года остатки 2-й дивизии были переведены для переформирования в город Йютербог, недалеко от Берлина. Реальной силой не обладала, фактически существовала только на бумаге.
В период переброски 1-й парашютно-танковой дивизии «Герман Геринг» началась Висло-Одерская операция советской армии. Подразделения дивизии вводились в бой по частям на разных участках фронта. Первыми, под Лодзью, приняли удар части зенитного артиллерийского полка «Герман Геринг», но остановить наступление 1-й гвардейской танковой армии генерал-полковника М. Е. Катукова не смогли. Моторизованные полки 1-й парашютно-танковой дивизии «Герман Геринг» участвовали в обороне Познани и попали в окружение, из которого вышли к февралю 1945 года. На рубеже реки Одер немецкие войска попытались организовать прочную оборону. Все подразделения 1-й парашютно-танковой дивизии «Герман Геринг» были снова объединены, частично воссозданы корпусные части. В феврале — марте 1945 года завязались тяжелейшие бои за обладание Силезией. В результате проводимых 1-м Украинским фронтом под командованием Маршала Советского Союза И. С. Конева Нижне-Силезской и Верхне-Силезской наступательных операций германские войска были выбиты из важнейшего промышленного района нацистской Германии  и отброшены в Саксонию. В ходе боёв в Силезии частями парашютно-танковой дивизии «Герман Геринг» была разгромлена 1-я танковая бригада Войска Польского. Это был последний успех подразделений «Герман Геринг». Ведя в течение апреля 1945 года позиционные бои в районе Дрездена, солдаты частей «Герман Геринг» сложили оружие после подписания капитуляции вооружённых сил Германии.

## Военные преступления дивизии

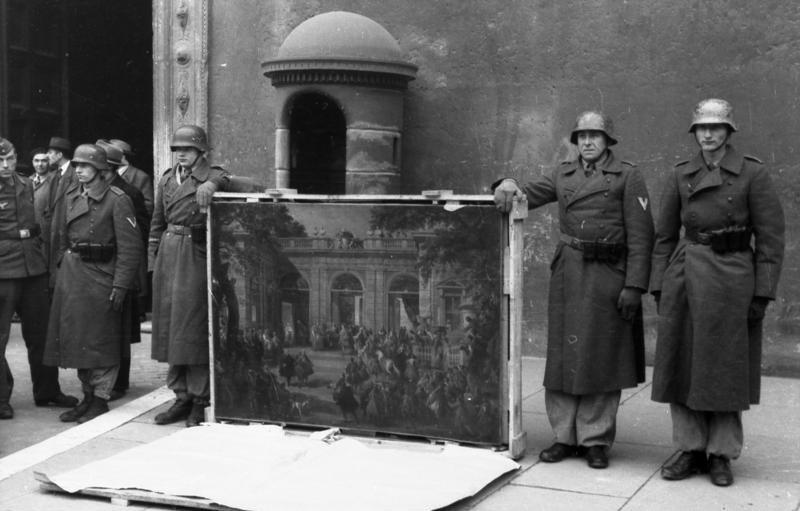
Передача художественных ценностей аббатства Монте-Кассино, Ватикан, 1943 год

В ходе боевых действий в Европе военнослужащими дивизии «Герман Геринг» был совершен ряд военных преступлений. Согласно британскому докладу «Германские репрессии против партизан в Италии» (UK-66 «German reprisals for Partisan activities in Italy»), опубликованному в 1946 году, солдаты дивизии были причастны к совершению ряда военных преступлений против мирных жителей в Италии. Так, после убийства партизанами трёх военнослужащих дивизии в деревне Чивителла ин Валь-ди-Кьяна (Civtella in Val di Chiana), в качестве меры возмездия 29 июня 1944 года было убито 212 жителей в возрасте от 1 года до 84 лет. Более 100 домов было уничтожено огнём, причём часть жителей были сожжены заживо в своих домах.
Подобные репрессии проводились с санкции командующего группой армии «С» генерал-фельдмаршала А. Кессельринга.
Также в ходе боев за Монте-Кассино радиопропаганда союзников обвиняла германскую армию в расхищении художественных ценностей, находившихся в монастыре. В ходе разбирательств выяснилось, что шедевры искусства (в том числе творения Рафаэля, Тициана, Леонардо да Винчи), а также мощи Св. Бенедикта были вывезены дивизией «Герман Геринг» по соглашению с аббатом Монте-Кассино для передачи на хранение в Ватикан. Монахи отслужили
благодарственную мессу и презентовали украшенный свиток в ознаменование заслуг по спасению церковных реликвий.
Через месяц после эвакуации монастырь был полностью разрушен ударами британской авиации.
«Борьба против партизанских отрядов должна осуществляться всеми доступными средствами и с максимальной суровостью. Я окажу поддержку любому командиру, который в выборе этих средств и степени суровости выйдет за границы нашей обычной сдержанности». (из приказа от 17 июня 1944 года).
«а) В моем обращении к итальянцам я объявил тотальную войну партизанам. Это заявление не должно остаться пустой угрозой. Я обязываю всех солдат и представителей военной полиции в случае необходимости применять самые суровые меры. За любым актом насилия со стороны партизанских отрядов должно немедленно следовать возмездие.
b) В районах, где партизаны появляются в значительном количестве, определённый процент местных жителей мужского пола, который должен определяться особо, следует арестовывать и в случае совершения партизанами актов насилия расстреливать.
с) Населённые пункты, в которых происходят нападения на наших солдат должны сжигаться. Непосредственные участники и зачинщики этих нападений должны подвергаться публичной казни через повешение». (из приказа от 1 июля 1944 года).

## Организация
Ниже приведено штатное расписание подразделений «Герман Геринг» («Генерал Геринг») за всю историю существования:

### Полк «Генерал Геринг»
Полк Люфтваффе «Генерал Геринг» (Luftwaffen-Regiments «General Göring»), 1936 год
- штаб полка (Regimentstab);
- оркестр (Musikkorps);
- 1-й егерский батальон (I .Jäger-Bataillon);
- 2-й егерский батальон (II .Jäger-Bataillon);
- 3-й егерский батальон (III .Jäger-Bataillon);
- 4-й парашютно-стрелковый батальон (IV. Fallschirmschützen-Bataillon);
- 13-я мотоциклетно-стрелковая рота (13. Kradschützen-Kompanie);
- конный взвод (Reiterzug);
- взвод связи (Nachrichtenzug).

Полк Люфтваффе «Генерал Геринг» (Luftwaffen-Regiments «General Göring»), сентябрь 1939 года 
- штаб полка (Regimentstab);
- оркестр (Musikkorps);
- штабная артиллерийская батарея (Stabsbatterie);
- 1-й (тяжёлый) зенитный дивизион (I.(schwere) Flak-Abteilung);
- 2-й (лёгкий) зенитный дивизион (II.(leichte) Flak-Abt);
- 3-й прожекторный дивизион (III. Scheinwerfer-Abt);
- 4-й (лёгкий) зенитный дивизион (IV. (leichte) Flak-Abt);
- караульный батальон (Wachbataillon);
- резервный прожекторный дивизион (Reserve-Scheinwerfer-Abteilung);
- запасной батальон (Ersatz-Abteilung);
- зенитный дивизион ставки фюрера (Führer-Flak-Abteilung).

### Бригада «Герман Геринг»
Бригада люфтваффе «Герман Геринг» (Luftwaffen-Brigade «Hermann Göring»), сентябрь 1942 года 
- штаб бригады (Brigadestab);
- Штабная рота (Stabskompanie);
- оркестр (Musikkorps);
- пехотный полк «Герман Геринг» (Infanterie Regiment «НG»);
- зенитный артиллерийский полк «Герман Геринг» (Flak-Regiment «НG»);
- караульный батальон (Wachbataillon);
- запасной батальон (Ersatz-Abteilung);
- зенитный артиллерийский дивизион ставки фюрера (Führer-Flak-Abteilung).

### Дивизия «Герман Геринг»
Дивизия люфтваффе «Герман Геринг» (Luftwaffen-Division «Hermann Göring»), ноябрь 1942 года 
- штаб дивизии (Divisionstab);
- Штабная рота (Stabskompanie);
- оркестр (Musikkorps);
- 1-й моторизованный полк «Герман Геринг» (Grenadier-Regiment 1 «HG»);
- 2-й моторизованный полк «Герман Геринг» (Grenadier-Regiment 2 «HG»);
- парашютно-егерский штурмовой полк «Герман Геринг» (Fallschirmjäger-Sturmregiment «HG»);
- танковый полк «Герман Геринг» (Panzer-Regiment «HG»);
- артиллерийский полк «Герман Геринг» (Artillerie-Regiment «HG»);
- зенитный артиллерийский полк «Герман Геринг» (Flak-Regiment «HG»);
- разведывательный дивизион «Герман Геринг» (Aufklärungs-Abteilung «HG»);
- сапёрный батальон «Герман Геринг» (Panzer-Pionier-Bataillon «HG»);
- батальон снабжения «Герман Геринг» (Panzer-Nachrichten-Abteilung «HG»);
- санитарный дивизион «Герман Геринг» (Sanitäts-Abteilung «HG»);
- полк обеспечения (Nachschub-Regiment «HG»);
- запасной и учебный полк (Ersatz und Ausbildungs Regiment «HG»);
- караульный батальон (Wachbataillon);
- зенитный артиллерийский дивизион ставки фюрера (Führer-Flak-Abteilung);
- фельджандармерия (Feldgendarmerietrupp).

Боевая группа «Шмид» (Kampfgruppe «Schmid»), март — май 1943 года, уничтожена в Тунисе 
- штаб (Stab);
- танковый полк «Герман Геринг» (Panzer-Regiment «HG»);
- 1-й моторизованный полк «Герман Геринг» (Grenadier-Regiment 1 «HG»);
- зенитный артиллерийский полк «Герман Геринг» (Flak-Regiment «HG»);
- артиллерийский полк «Герман Геринг» (Artillerie-Regiment «HG»);
- сводная боевая группа 69-го и 104-го моторизованных полков.

Танковая дивизия люфтваффе «Герман Геринг» (Luftwaffen-Panzer-Division «Hermann Göring»), май 1943 года 
- штаб дивизии (Divisionsstab);
- Штабная рота (Stabskompanie);
- оркестр (Musikkorps);
- танковый полк «Герман Геринг» (Panzer-Regiment «HG»);
- 1-й моторизованный полк «Герман Геринг» (Panzergrenadierregiment 1 «HG»);
- 2-й моторизованный полк «Герман Геринг» (Panzergrenadierregiment 2 «HG»);
- зенитный артиллерийский полк «Герман Геринг» (Flak-Regiment «HG»);
- артиллерийский полк «Герман Геринг» (Panzerartillerie-Regiment «HG»);
- сапёрный батальон «Герман Геринг» (Panzer-Pionier-Bataillon «HG»);
- батальон связи «Герман Геринг» (Panzer-Nachrichten-Abteilung «HG»);
- разведывательный батальон «Герман Геринг» (Panzer-Aufklärungs-Abteilung «HG»);
- санитарный батальон «Герман Геринг» (Sanitäts-Abteilung «HG»);
- полк обеспечения «Герман Геринг» (Nachschub-Regiment «HG»);
- запасной и учебный полк «Герман Геринг» (Ersatz und Ausbildungs Regiment «HG»);
- караульный полк (Wach-Regiment);
- зенитный артиллерийский дивизион ставки фюрера (Führer-Flak-Abteilung);
- фельджандармерия (Feldgendarmerietrupp).

### Корпус «Герман Геринг»
Парашютно-танковый корпус «Герман Геринг» (Fallschirm-Panzerkorps «Hermann Göring»), октябрь — ноябрь 1944 года 
- Главное командование (Generalkommando);
- Корпусные войска (Korpstruppen):
  - парашютно-танковый штурмовой батальон «Герман Геринг» (Fallschirm-Panzersturmbataillon «HG»);
  - парашютно-зенитный полк «Герман Геринг» (Fallschirm-Flak-Regiment «HG»);
  - парашютно-танковый корпусной сапёрный батальон «Герман Геринг» (Fallschirm-Panzerkorps-Pionier-Bataillon «HG»);
  - парашютно-танковый корпусной батальон связи «Герман Геринг» (Fallschirm-Panzerkorps-Nachrichten-Bataillon «HG»);
  - ремонтный батальон «Герман Геринг» (Instandsetzung-Bataillon «HG»);
  - полк обеспечения «Герман Геринг» (Nachschub-Regiment «HG»);
  - санитарный батальон «Герман Геринг» (Sanitäts-Abteilung «HG»).
- 1-я парашютно-танковая дивизия «Герман Геринг» (Fallschirm-Panzer-Division 1. «Hermann Göring»):
  - штаб дивизии (Divisionsstab);
  - парашютно-танковый полк «Герман Геринг» (Fallschirm-Panzer-Regiment «HG»);
  - 1-й парашютно-моторизованный полк «Герман Геринг» (Fallschirm-Panzergrenadierregiment 1 «HG»);
  - 2-й парашютно-моторизованный полк «Герман Геринг» (Fallschirm-Panzergrenadierregiment 2 «HG»);
  - 1-й парашютно-танковый артиллерийский полк «Герман Геринг» (Fallschirm-Panzerartillerie-Regiment 1 «HG»);
  - 1-й парашютно-танковый сапёрный батальон «Герман Геринг» (Fallschirm-Panzer-Pionier-Bataillon 1 «HG»);
  - 1-й парашютно-танковый разведывательный дивизион «Герман Геринг» (Fallschirm-Panzer-Aufklärungs-Abteilung 1 «HG»);
  - 1-й парашютно-танковый санитарный дивизион «Герман Геринг» (Fallschirm-Panzer-Sanitäts-Abteilung 1 «HG»);
  - 1-й парашютно-танковый стрелковый батальон «Герман Геринг» (Fallschirm-Panzerfüsilier-Bataillon 1 «HG»).
- 2-я парашютно-моторизованная дивизия «Герман Геринг» (Fallschirm-Panzergrenadier-Division 2. Hermann Göring):
  - штаб дивизии (Divisionsstab);
  - 3-й парашютно-моторизованный полк «Герман Геринг» (Fallschirm-Panzergrenadierregiment 3 «HG»);
  - 4-й парашютно-моторизованный полк «Герман Геринг» (Fallschirm-Panzergrenadierregiment 4 «HG»);
  - 2-й парашютно-артиллерийский полк «Герман Геринг» (Fallschirm-Panzerartillerie-Regiment 2 «HG»);
  - парашютный дивизион штурмовых орудий «Герман Геринг» (Fallschirm-Sturmgeschütz-Abteilung «HG»);
  - 2-й парашютно-танковый сапёрный батальон «Герман Геринг» (Fallschirm-Panzer-Pionier-Bataillon 2 «HG»);
  - 2-й парашютно-танковый разведывательный дивизион «Герман Геринг» (Fallschirm-Panzer-Aufklärungs-Abteilung 2 «HG»);
  - 2-й парашютно-танковый санитарный батальон «Герман Геринг» (Fallschirm-Panzer-Sanitäts-Abteilung 2 «HG»);
  - 2-й парашютно-танковый стрелковый батальон «Герман Геринг» (Fallschirm-Panzerfüsilier-Bataillon 2 «HG»).
- парашютно-танковая запасная и учебная бригада «Герман Геринг» (Fallschirm-Panzer-Ersatz u. Ausbildungsbrigade «HG»);
- батальон сопровождения (почётного эскорта) «Рейхсмаршал Геринг» (Begleit-Bataillon «Reichsmarschall Göring»);
- зенитный артиллерийский дивизион ставки фюрера (Führer-Flak-Abteilung);
- оркестр (Musikkorps).

## Командиры
Полицейский батальон особого назначения «Векке» (Polizei-Abteilung zbV Wecke)
- Майор полиции Вальтер Векке (23.02.33—15.09.33)
- Полковник полиции Вальтер Векке (16.09.33—22.12.33)

Группа земельной полиции «Генерал Геринг» (Landespolizeigruppe General Göring)
- Полковник полиции Вальтер Векке (23.12.33—05.06.34)
- Подполковник полиции Фридрих Виллем Якоби (06.06.34—01.04.35)

Полк полиции «Генерал Геринг» (Polizei-Regiment «General Göring»)
- Подполковник полиции Фридрих Виллем Якоби (02.04.35—23.09.35)

Полк Люфтваффе «Генерал Геринг» (Luftwaffen-Regiment «General Göring»)
- Подполковник Фридрих Виллем Якоби (24.09.35—12.08.36)
- Майор Вальтер фон Акстельм (13.08.36—31.12.36)
- Подполковник Вальтер фон Акстельм (01.01.37—31.01.39)
- Полковник Вальтер фон Ахтхелм (01.02.39—31.05.40)
- Полковник Пауль Конрат (01.06.40—14.07.42)

Бригада Люфтваффе «Герман Геринг» (Luftwaffen-Brigade «Hermann Göring»)
- Полковник Пауль Конрат (15.07.42—31.08.42)
- Генерал-майор Пауль Конрат (01.09.42—15.10.42)

Дивизия Люфтваффе «Герман Геринг» (Luftwaffen-Division «Hermann Göring»)
- Генерал-майор Пауль Конрат (16.10.42—20.05.43)

Танковая дивизия Люфтваффе «Герман Геринг» (Luftwaffen-Panzer-Division «Hermann Göring»)
- Генерал-майор Пауль Конрат (21.05.43—31.08.43)
- Генерал-лейтенант Пауль Конрат (01.09.43—14.04.44)
- Полковник Вильгельм Шмальц (16.04.44—30.04.44)

Парашютно-танковая дивизия «Герман Геринг» (Fallschirm-Panzer-Division «Hermann Göring»)
- Генерал-майор Вильгельм Шмальц (01.05.44—30.09.44)

1-я парашютно-танковая дивизия «Герман Геринг» (Fallschirm-Panzer-Division 1. «Hermann Göring»)
- Полковник Ганс-Хорст фон Неккер (01.10.44—31.12.44)
- Генерал-майор Ганс-Хорст фон Неккер (01.01.45—08.02.45)
- Генерал-майор Макс Лемке (09.02.45—08.05.45)

2-я парашютно-моторизованная дивизия «Герман Геринг» (Fallschirm-Panzergrenadier-Division 2. Hermann Göring)
- Полковник Эрих Вальтер (01.10.44—31.01.45)
- Генерал-майор Эрих Вальтер (01.02.45—08.05.45)

Парашютно-танковый корпус люфтваффе «Герман Геринг» (Luftwaffen-Fallschirm-Panzerkorps Hermann Göring)
- Генерал-майор Вильгельм Шмальц (04.10.44—29.01.45)
- Генерал-лейтенант Вильгельм Шмальц (30.01.45—08.05.45)

## Награждённые Рыцарским крестом Железного креста

### Рыцарский Крест Железного креста (54)
- Пауль Конрат, 04.09.1941 — полковник, командир моторизованного полка «Генерал Геринг»
- Рудольф Граф, 06.10.1941 — обер-лейтенант, командир 1-й батареи моторизованного полка «Генерал Геринг»
- Карл Россманн, 12.11.1941 — обер-лейтенант, командир 16-й батареи моторизованного полка «Генерал Геринг»
- Дирк Итцен, 23.11.1941 — лейтенант, офицер-рекогносцировщик 3-й батареи моторизованного полка «Генерал Геринг»
- Генрих Витте, 18.05.1943 — обер-ефрейтор, наводчик 7-й батареи зенитного артиллерийского полка «Герман Геринг»
- Эдуард-Генрих Кифер, 18.05.1943 — капитан, командир 2-й роты танкового разведывательного батальона «Герман Геринг»
- Роберт Хоэфельд, 18.05.1943 — обер-лейтенант, командир 4-й роты егерского полка «Герман Геринг»
- Йозеф «Беппо» Шмид, 21.05.1943 — генерал-майор, командир дислоцированной в Тунисе части дивизии «Герман Геринг» (также называемой «Боевая группа Шмид»)
- Йоханнес Шайд, 21.06.1943 — обер-фельдфебель, командир взвода 11-й роты 1-го моторизованного полка «Герман Геринг»
- Курт Шрайбер, 21.06.1943 — капитан, командир 2-го батальона 1-го моторизованного полка «Герман Геринг»
- Вальдемар Клюге, 02.08.1943 — майор, командир 1-го батальона 2-го парашютного моторизованного полка «Герман Геринг»
- Роберт Ребхольц, 02.08.1943 — капитан, командир танкового разведывательного батальона «Герман Геринг»
- Фриц Кведнов, 05.04.1944 — капитан, командир 5-й роты парашютного танкового полка «Герман Геринг»
- Вальтер Кнаф, 05.04.1944 — лейтенант, командир взвода 8-й роты 2-го парашютного моторизованного полка «Герман Геринг»
- Константин Хам, 09.06.1944 — майор, командир 2-го батальона парашютного танкового полка «Герман Геринг»
- Ханнс-Хорст фон Неккер, 24.06.1944 — полковник, командир 2-го парашютного моторизованного полка «Герман Геринг»
- Георг-Хеннинг фон Хейдебрек, 24.06.1944 — полковник, командир парашютного танкового полка «Герман Геринг»
- Генрих Шефер, 08.08.1944 — обер-фельдфебель, командир взвода 4-й роты егерского полка «Герман Геринг»
- Карл Кульп, 05.09.1944 — фельдфебель, командир взвода 15-й роты (пехотных орудий) 1-го парашютного моторизованного полка «Герман Геринг»
- Ганс-Иоахим Беллингер, 30.09.1944 — капитан резерва, командир 9-й роты парашютного танкового полка «Герман Геринг»
- Ганс Тор, 30.09.1944 — капитан, командир 1-го батальона 2-го парашютного моторизованного полка «Герман Геринг»
- Фриц-Вильгельм Шмид, 06.10.1944 — капитан, командир 2-го батальона 2-го парашютного моторизованного полка «Герман Геринг»
- Ганс-Георг Леманн, 10.10.1944 — обер-лейтенант, командир роты боевой школы парашютной танковой дивизии «Герман Геринг»
- Фриц Бирнбаум, 18.10.1944 — обер-фенрих, командир взвода 8-й роты парашютного танкового полка «Герман Геринг»
- Ганс Зандрок, 18.10.1944 — майор, командир 3-го батальона парашютного танкового полка «Герман Геринг»
- Вольфрам Штронк, 18.10.1944 — капитан, командир 6-й роты парашютного танкового полка «Герман Геринг»
- Зигфрид Калов, 29.10.1944 — унтер-офицер, командир отделения 10-й роты 2-го парашютного моторизованного полка «Герман Геринг»
- Карл-Хайнц Валльхойссер, 30.11.1944 — обер-лейтенант резерва, командир 1-й роты 1-го противотанкового артиллерийского дивизиона «Герман Геринг»
- Вернер Грунхольд, 30.11.1944 — унтер-офицер, командир отделения управления 3-й роты 2-го парашютного моторизованного полка «Герман Геринг»
- Руперт Краус, 30.11.1944 — обер-лейтенант, командир роты 1-го батальона парашютного танкового полка «Герман Геринг»
- Вильгельм Кульвильм, 30.11.1944 — обер-лейтенант, командир роты 3-го парашютного моторизованного полка «Герман Геринг»
- Альберт Плаппер, 30.11.1944 — ефрейтор, командир отделения 4-й роты 2-го парашютного моторизованного полка «Герман Геринг»
- Конрад Штеетс, 30.11.1944 — ефрейтор, связной штаба 2-го батальона 2-го парашютного моторизованного полка «Герман Геринг»
- Вернер Штухлик, 30.11.1944 — капитан, командир 2-го батальона 2-го парашютного моторизованного полка «Герман Геринг»
- Иоахим Ренц, 06.12.1944 — капитан, командир 1-го батальона парашютного танкового полка «Герман Геринг»
- Герхард Чиршвиц, 06.12.1944 — обер-лейтенант, командир роты 1-го батальона парашютного танкового полка «Герман Геринг»
- Ганс Бригель, 14.01.1945 — майор, командир 2-го парашютного моторизованного полка «Герман Геринг»
- Герберт Кёпзелль, 07.02.1945 — унтер-офицер, командир отделения управления 1-й роты 2-го парашютного сапёрного батальона «Герман Геринг»
- Франц-Хайнц Кёниг, 08.02.1945 — лейтенант, командир 3-й батареи парашютного дивизиона штурмовых орудий «Герман Геринг»
- Ганс-Христиан Ханзен, 11.02.1945 — капитан, командир 2-го батальона 3-го парашютного моторизованного полка «Герман Геринг»
- Лотар Ширнер, 19.02.1945 — ефрейтор, артиллерист 19-й батареи парашютного зенитного артиллерийского полка «Герман Геринг»
- Эмиль Радеманн, 23.02.1945 — ефрейтор, командир отделения 1-го парашютного сапёрного батальона «Герман Геринг»
- Вольфганг Хартельт, 23.02.1945 — обер-фенрих, командир взвода 2-й роты парашютного танкового полка «Герман Геринг»
- Генрих Краппманн, 28.02.1945 — обер-ефрейтор, артиллерист 19-й батареи парашютного зенитного артиллерийского полка «Герман Геринг»
- Готфрид-Рудольф Липпе, 28.02.1945 — лейтенант, командир взвода 1-го парашютного моторизованного полка «Герман Геринг»
- Хайнц-Герберт Швайм, 28.02.1945 — майор Генерального штаба, начальник оперативного отдела штаба 2-й парашютной моторизованной дивизии «Герман Геринг»
- Армин Кляйн, 12.03.1945 — лейтенант, командир 15-й батареи парашютного зенитного артиллерийского полка «Герман Геринг»
- Экхардт Кёппен, 15.03.1945 — унтер-офицер, командир отделения управления 1-й роты 2-го парашютного сапёрного батальона «Герман Геринг»
- Карл-Эрик Бертрам, 26.03.1945 — полковник, командир 1-го парашютного моторизованного полка «Герман Геринг»
- Хайнц Пробст, 26.03.1945 — унтер-офицер, командир взвода 1-й роты 1-го парашютного моторизованного полка «Герман Геринг»
- Ганс-Генрих Рихтер, 26.03.1945 — капитан, командир 2-го танкового разведывательного батальона «Герман Геринг»
- Эрхард Хербст, 26.03.1945 — обер-фельдфебель, командир взвода 2-го батальона парашютного танкового полка «Герман Геринг»
- Хельмут Ляйтенбергер, 17.04.1945 — лейтенант, командир взвода 3-й роты парашютного танкового полка «Герман Геринг»
- Фридрих Бере, 09.05.1945 — лейтенант, командир роты 1-го батальона 1-го парашютного моторизованного полка «Герман Геринг» (награждение не подтверждено)

### Рыцарский Крест Железного креста с Дубовыми листьями (6)
- Пауль Конрат (№ 276), 22.08.1943 — генерал-майор, командир танковой дивизии «Герман Геринг»
- Вильгельм Шмальц (№ 358), 23.12.1943 — полковник, командир бригады особого назначения танковой дивизии «Герман Геринг»
- Йозеф-Аугуст Фитц (№ 511), 24.06.1944 — майор, командир 2-го батальона 1-го парашютного моторизованного полка «Герман Геринг»
- Карл Россманн (№ 725), 1.02.1945 — майор, командир парашютного танкового полка «Герман Геринг»
- Берн фон Бер (№ 761), 28.02.1945 — подполковник Генерального штаба, начальник штаба парашютного танкового корпуса «Герман Геринг»
- Ганс-Арно Остермайер (№ 834), 15.04.1945 — майор резерва, командир 3-го парашютного моторизованного полка «Герман Геринг»

### Рыцарский Крест Железного креста с Дубовыми листьями и Мечами (1)
- Эрих Вальтер (№ 131), 01.02.1945 — полковник, командир 2-го парашютного моторизованного полка «Герман Геринг»